# Colleen
Pour les articles ayant des titres homophones, voir Coline et Colline.
Colleen, de son vrai nom Cécile Schott, est une compositrice française et interprète née en 1976.
Sur scène et sur ses disques, elle utilise la technique du oversampling avec beaucoup d'instruments : violoncelle, viole de gambe, épinette, clarinette, guitare classique, wind chimes, calimbas, pianos à pouces africains, ukulélé, accordéon, harmonicon...
Elle définit son style de musique comme « minimal acoustic music », puisque presque tous ses samples sont d'origine acoustique.
Professeur d'anglais en lycée jusqu'à une année sabbatique en 2006, elle démissionne de l'Éducation nationale en 2007 afin de se consacrer pleinement à la musique.

## Discographie

### Albums studio
- 2003 : Everyone Alive Wants Answers, Leaf
- 2005 : The Golden Morning Breaks, Leaf
- 2007 : Les Ondes silencieuses, Leaf
- 2013 : The Weighing Of The Heart, Second Language
- 2015 : Captain Of None, Thrill Jockey
- 2017 : A Flame My Love, A Frequency, Thrill Jockey
- 2021 : The Tunnel and the Clearing, Thrill Jockey

### EPetSingles
- 2002 : Babies, Active Suspension
- 2006 : Mort aux vaches, Staalplaat (enregistrement public tiré à 1 000 exemplaires)
- 2006 : Colleen et les boîtes à musique, Leaf